# Austria na Zimowych Igrzyskach Olimpijskich 2018
Austria na Zimowych Igrzyskach Olimpijskich 2018 – występ kadry sportowców reprezentujących Austrię na igrzyskach olimpijskich w Pjongczangu w 2018 roku.
W kadrze znalazło się 104 zawodników – 64 mężczyzn i 40 kobiet. Reprezentanci Austrii wystąpili w 64 konkurencjach w 12 dyscyplinach sportowych. Nie wystawili żadnego reprezentanta tylko w short tracku, hokeju na lodzie i curlingu. Największą część reprezentacji stanowili narciarze alpejscy, których było 21 – 10 mężczyzn i 11 kobiet.
Rolę chorążego reprezentacji Austrii podczas ceremonii otwarcia igrzysk pełniła alpejka Anna Veith, a podczas ceremonii zamknięcia – saneczkarka Madeleine Egle. Reprezentacja Austrii weszła na stadion olimpijski jako 54. w kolejności, pomiędzy ekipą z Australii i reprezentacją olimpijskich sportowców z Rosji.
Reprezentanci Austrii zdobyli w Pjongczangu 14 medali – 5 złotych, 3 srebrne i 6 brązowych, co dało im 10. miejsce w klasyfikacji medalowej igrzysk. Pod względem liczby złotych medali był to najlepszy występ olimpijski Austriaków od igrzysk w Turynie w 2006 roku. Biorąc jednak pod uwagę sumę wszystkich medali, był to najsłabszy zimowy występ reprezentacji Austrii od igrzysk w Lillehammer w 1994 roku.
Najbardziej utytułowanym austriackim reprezentantem w Pjongczangu został alpejczyk Marcel Hirscher, który zdobył dwa złote medale. Multimedalistami igrzysk zostali również: David Gleirscher (złoto i brąz), Georg Fischler, Katharina Gallhuber, Michael Matt i Peter Penz (wszyscy srebro i brąz) oraz Lukas Klapfer (dwa razy brąz).
Był to 23. start reprezentacji Austrii na zimowych igrzyskach olimpijskich. Reprezentacja startuje nieprzerwanie we wszystkich zimowych igrzyskach od początku ich rozgrywania. Był to zarazem 51. start olimpijski Austrii, wliczając w to letnie występy.

## Statystyki według dyscyplin
| Dyscyplina            | Mężczyźni | Kobiety | Razem |
| --------------------- | --------- | ------- | ----- |
| Biathlon              | 6         | 3       | 9     |
| Biegi narciarskie     | 4         | 3       | 7     |
| Bobsleje              | 8         | 4       | 12    |
| Kombinacja norweska   | 5         | –       | 5     |
| Łyżwiarstwo figurowe  | 1         | 1       | 2     |
| Łyżwiarstwo szybkie   | 1         | 1       | 2     |
| Narciarstwo alpejskie | 10        | 11      | 21    |
| Narciarstwo dowolne   | 7         | 5       | 12    |
| Saneczkarstwo         | 7         | 3       | 10    |
| Skeleton              | 1         | 1       | 2     |
| Skoki narciarskie     | 5         | 3       | 8     |
| Snowboarding          | 9         | 5       | 14    |
| Razem                 | 64        | 40      | 104   |

## Zdobyte medale
| Medale według dni | Medale według dni | Medale według dni | Medale według dni | Medale według dni | Medale według dni | Medale według dni |
| ----------------- | ----------------- | ----------------- | ----------------- | ----------------- | ----------------- | ----------------- |
| Dzień             | Data              | złoto             | srebro            | brąz              | Razem             |                   |
| Dzień 1           | 10.02             | –                 | –                 | –                 | –                 |                   |
| Dzień 2           | 11.02             | 1                 | –                 | –                 | 1                 |                   |
| Dzień 3           | 12.02             | –                 | –                 | –                 | –                 |                   |
| Dzień 4           | 13.02             | 1                 | –                 | –                 | 1                 |                   |
| Dzień 5           | 14.02             | –                 | 1                 | 1                 | 2                 |                   |
| Dzień 6           | 15.02             | –                 | –                 | 2                 | 2                 |                   |
| Dzień 7           | 16.02             | 1                 | –                 | 1                 | 2                 |                   |
| Dzień 8           | 17.02             | –                 | 1                 | –                 | 1                 |                   |
| Dzień 9           | 18.02             | 1                 | –                 | –                 | 1                 |                   |
| Dzień 10          | 19.02             | –                 | –                 | –                 | –                 |                   |
| Dzień 11          | 20.02             | –                 | –                 | –                 | –                 |                   |
| Dzień 12          | 21.02             | –                 | –                 | –                 | –                 |                   |
| Dzień 13          | 22.02             | 1                 | –                 | 2                 | 3                 |                   |
| Dzień 14          | 23.02             | –                 | –                 | –                 | –                 |                   |
| Dzień 15          | 24.02             | –                 | 1                 | –                 | 1                 |                   |
| Dzień 16          | 25.02             | –                 | –                 | –                 | –                 |                   |

| Medal  | Zawodnik                                                             | Dyscyplina            | Konkurencja                | Data      |
| ------ | -------------------------------------------------------------------- | --------------------- | -------------------------- | --------- |
| Złoto  | David Gleirscher                                                     | Saneczkarstwo         | Jedynki mężczyzn           | 11 lutego |
| Złoto  | Marcel Hirscher                                                      | Narciarstwo alpejskie | Superkombinacja mężczyzn   | 13 lutego |
| Złoto  | Matthias Mayer                                                       | Narciarstwo alpejskie | Supergigant mężczyzn       | 16 lutego |
| Złoto  | Marcel Hirscher                                                      | Narciarstwo alpejskie | Slalom gigant mężczyzn     | 18 lutego |
| Złoto  | Anna Gasser                                                          | Snowboarding          | Big Air kobiet             | 22 lutego |
| Srebro | Peter Penz Georg Fischler                                            | Saneczkarstwo         | Dwójki mężczyzn            | 14 lutego |
| Srebro | Anna Veith                                                           | Narciarstwo alpejskie | Supergigant kobiet         | 17 lutego |
| Srebro | Katharina Gallhuber Katharina Liensberger Michael Matt Marco Schwarz | Narciarstwo alpejskie | Zawody drużynowe           | 24 lutego |
| Brąz   | Lukas Klapfer                                                        | Kombinacja norweska   | Skocznia normalna/10 km    | 14 lutego |
| Brąz   | Dominik Landertinger                                                 | Biathlon              | Bieg indywidualny mężczyzn | 15 lutego |
| Brąz   | Madeleine Egle David Gleirscher Peter Penz Georg Fischler            | Saneczkarstwo         | Sztafeta                   | 15 lutego |
| Brąz   | Katharina Gallhuber                                                  | Narciarstwo alpejskie | Slalom kobiet              | 16 lutego |
| Brąz   | Michael Matt                                                         | Narciarstwo alpejskie | Slalom mężczyzn            | 22 lutego |
| Brąz   | Wilhelm Denifl Lukas Klapfer Bernhard Gruber Mario Seidl             | Kombinacja norweska   | Konkurs drużynowy          | 22 lutego |

## Skład reprezentacji

### Biathlon
| Konkurencja                        | Zawodnik                                                        | Wynik                                     | Wynik                | Miejsce            |
| Konkurencja                        | Zawodnik                                                        | Czas                                      | Pudła                | Miejsce            |
| ---------------------------------- | --------------------------------------------------------------- | ----------------------------------------- | -------------------- | ------------------ |
| Sprint kobiet – 7,5 km             | Lisa Hauser                                                     | 23:58,9                                   | 3+1                  | 62.                |
| Sprint kobiet – 7,5 km             | Katharina Innerhofer                                            | 22:51,5                                   | 0+1                  | 29.                |
| Sprint kobiet – 7,5 km             | Dunja Zdouc                                                     | 23:21,0                                   | 0+0                  | 48.                |
| Bieg pościgowy kobiet – 10 km      | Katharina Innerhofer                                            | 34:41,2                                   | 1+2+0+2              | 40.                |
| Bieg pościgowy kobiet – 10 km      | Dunja Zdouc                                                     | 38:39,1                                   | 1+3+1+3              | 58.                |
| Bieg indywidualny kobiet – 15 km   | Lisa Hauser                                                     | 45:35,4                                   | 1+1+0+1              | 41.                |
| Bieg indywidualny kobiet – 15 km   | Katharina Innerhofer                                            | 47:34,9                                   | 2+1+0+2              | 60.                |
| Bieg indywidualny kobiet – 15 km   | Dunja Zdouc                                                     | 47:09,0                                   | 1+1+0+0              | 58.                |
| Sprint mężczyzn – 10 km            | Julian Eberhard                                                 | 23:47,2                                   | 0+1                  | 4.                 |
| Sprint mężczyzn – 10 km            | Tobias Eberhard                                                 | 26:24,3                                   | 4+1                  | 77.                |
| Sprint mężczyzn – 10 km            | Simon Eder                                                      | 24:42,5                                   | 2+0                  | 28.                |
| Sprint mężczyzn – 10 km            | Dominik Landertinger                                            | 24:36,2                                   | 1+0                  | 25.                |
| Bieg pościgowy mężczyzn – 12,5 km  | Julian Eberhard                                                 | 34:36,9                                   | 0+1+3+2              | 15.                |
| Bieg pościgowy mężczyzn – 12,5 km  | Simon Eder                                                      | 34:33,1                                   | 0+0+0+2              | 14.                |
| Bieg pościgowy mężczyzn – 12,5 km  | Dominik Landertinger                                            | 36:22,2                                   | 0+0+1+4              | 26.                |
| Bieg indywidualny mężczyzn – 20 km | Julian Eberhard                                                 | 50:15,6                                   | 1+1+0+1              | 17.                |
| Bieg indywidualny mężczyzn – 20 km | Tobias Eberhard                                                 | 53:33,6                                   | 1+1+0+2              | 57.                |
| Bieg indywidualny mężczyzn – 20 km | Simon Eder                                                      | 49:55,8                                   | 1+0+1+0              | 11.                |
| Bieg indywidualny mężczyzn – 20 km | Dominik Landertinger                                            | 48:18,0                                   | 0+0+0+0              | 3.                 |
| Bieg masowy mężczyzn – 15 km       | Julian Eberhard                                                 | 36:18,0                                   | 1+0+1+1              | 6.                 |
| Bieg masowy mężczyzn – 15 km       | Simon Eder                                                      | 37:01,0                                   | 1+0+0+2              | 14.                |
| Bieg masowy mężczyzn – 15 km       | Dominik Landertinger                                            | 36:47,3                                   | 0+0+1+0              | 12.                |
| Sztafeta mężczyzn – 4×7,5 km       | Tobias Eberhard Simon Eder Julian Eberhard Dominik Landertinger | 19:03,6 18:47,4 19:53,9 20:24,1 1:18:09,0 | 0+3 0+1 2+4 0+3 2+11 | 8. 2. 5. 7. 4.     |
| Sztafeta mieszana – 2×6 + 2×7,5 km | Lisa Hauser Katharina Innerhofer Simon Eder Julian Eberhard     | 16:53,8 17:09,9 18:11,5 18:41,1 1:10:56,3 | 0+4 0+5 0+1 0+4 0+14 | 16. 12. 5. 10. 10. |

### Biegi narciarskie
| Konkurencja                                         | Zawodnik                                                    | Kwalifikacje | Kwalifikacje | Ćwierćfinały | Ćwierćfinały | Półfinały | Półfinały | Finały                                    | Finały   | Finały              |
| Konkurencja                                         | Zawodnik                                                    | Czas         | Miejsce      | Czas         | Miejsce      | Czas      | Miejsce   | Czas                                      | Strata   | Miejsce             |
| --------------------------------------------------- | ----------------------------------------------------------- | ------------ | ------------ | ------------ | ------------ | --------- | --------- | ----------------------------------------- | -------- | ------------------- |
| Sprint indywidualny kobiet stylem klasycznym        | Lisa Unterweger                                             | 3:34,29      | 50. nq       | NQ           | NQ           | NQ        | NQ        | NQ                                        | NQ       | 50.                 |
| Sprint drużynowy kobiet stylem dowolnym             | Lisa Unterweger Teresa Stadlober                            | —            | —            | —            | —            | 17:25,98  | 7. nq     | NQ                                        | NQ       | 14.                 |
| Bieg indywidualny kobiet na 10 km stylem dowolnym   | Anna Seebacher                                              | —            | —            | —            | —            | —         | —         | 29:11,2                                   | +4:10,7  | 61.                 |
| Bieg indywidualny kobiet na 10 km stylem dowolnym   | Teresa Stadlober                                            | —            | —            | —            | —            | —         | —         | 26:16,1                                   | +1:15,6  | 9.                  |
| Bieg indywidualny kobiet na 10 km stylem dowolnym   | Lisa Unterweger                                             | —            | —            | —            | —            | —         | —         | 29:35,2                                   | +4:34,7  | 67.                 |
| Bieg łączony kobiet na 15 km                        | Teresa Stadlober                                            | —            | —            | —            | —            | —         | —         | 41:11,5                                   | +26,6    | 7.                  |
| Bieg masowy kobiet na 30 km stylem klasycznym       | Teresa Stadlober                                            | —            | —            | —            | —            | —         | —         | 1:26:31,7                                 | +4:14,1  | 9.                  |
| Sprint indywidualny mężczyzn stylem klasycznym      | Dominik Baldauf                                             | 3:18,54      | 35. nq       | NQ           | NQ           | NQ        | NQ        | NQ                                        | NQ       | 35.                 |
| Sprint indywidualny mężczyzn stylem klasycznym      | Luis Stadlober                                              | 3:23,01      | 53. nq       | NQ           | NQ           | NQ        | NQ        | NQ                                        | NQ       | 53.                 |
| Sprint drużynowy mężczyzn stylem dowolnym           | Bernhard Tritscher Dominik Baldauf                          | —            | —            | —            | —            | 16:43,69  | 8. nq     | NQ                                        | NQ       | 16.                 |
| Bieg indywidualny mężczyzn na 15 km stylem dowolnym | Dominik Baldauf                                             | —            | —            | —            | —            | —         | —         | 36:31,2                                   | +2:47,3  | 42.                 |
| Bieg indywidualny mężczyzn na 15 km stylem dowolnym | Max Hauke                                                   | —            | —            | —            | —            | —         | —         | 35:57,5                                   | +2:13,6  | 29.                 |
| Bieg indywidualny mężczyzn na 15 km stylem dowolnym | Bernhard Tritscher                                          | —            | —            | —            | —            | —         | —         | 36:24,7                                   | +2:40,8  | 39.                 |
| Bieg łączony mężczyzn na 30 km                      | Max Hauke                                                   | —            | —            | —            | —            | —         | —         | 1:18:44,6                                 | +2:24,6  | 27.                 |
| Bieg masowy mężczyzn na 50 km stylem klasycznym     | Max Hauke                                                   | —            | —            | —            | —            | —         | —         | 2:20:39,9                                 | +12:17,8 | 36.                 |
| Bieg masowy mężczyzn na 50 km stylem klasycznym     | Bernhard Tritscher                                          | —            | —            | —            | —            | —         | —         | 2:22:47,7                                 | +14:25,6 | 42.                 |
| Sztafeta mężczyzn 4×10 km                           | Dominik Baldauf Max Hauke Bernhard Tritscher Luis Stadlober | —            | —            | —            | —            | —         | —         | 26:09,4 26:22,2 22:40,8 24:00,5 1:39:12,9 | +6:08,0  | 11. 12. 11. 13. 13. |

### Bobsleje
| Konkurencja      | Zawodnicy                                                | Ślizg 1 | Ślizg 1 | Ślizg 2 | Ślizg 2 | Ślizg 3 | Ślizg 3 | Ślizg 4 | Ślizg 4 | Czas łączny | Miejsce |
| Konkurencja      | Zawodnicy                                                | Czas    | Miejsce | Czas    | Miejsce | Czas    | Miejsce | Czas    | Miejsce | Czas łączny | Miejsce |
| ---------------- | -------------------------------------------------------- | ------- | ------- | ------- | ------- | ------- | ------- | ------- | ------- | ----------- | ------- |
| Dwójki kobiet    | Katrin Beierl Victoria Hahn                              | 51,49   | 19.     | 51,41   | 16.     | 51,51   | 17.     | 51,43   | 16.     | 3:25,84     | 18.     |
| Dwójki kobiet    | Christina Hengster Valerie Kleiser                       | 51,23   | 14.     | 51,04   | 9.      | 51,00   | 8.      | 51,24   | 11.     | 3:24,51     | 10.     |
| Dwójki mężczyzn  | Benjamin Maier Markus Sammer                             | 49,41   | 9.      | 49,47   | 6.      | 49,32   | 6.      | 49,56   | 10.     | 3:17,76     | 8.      |
| Dwójki mężczyzn  | Markus Treichl Kilian Walch                              | 49,67   | 13.     | 49,67   | 15.     | 49,56   | 13.     | 49,66   | 13.     | 3:18,56     | 15.     |
| Czwórki mężczyzn | Benjamin Maier Kilian Walch Markus Sammer Dănuț Moldovan | 49,10   | 14.     | 49,21   | 5.      | 49,03   | 7.      | 49,56   | 4.      | 3:16,90     | 7.      |
| Czwórki mężczyzn | Markus Treichl Markus Glueck Marco Rangl Ekemini Bassey  | 49,73   | 23.     | 49,83   | 22.     | 49,68   | 20.     | NQ      | NQ      | 2:29,24     | 22.     |

### Kombinacja norweska
| Konkurencja                                    | Zawodnik          | Skoki | Skoki | Skoki   | Biegi   | Biegi   | Czas    | Miejsce |
| Konkurencja                                    | Zawodnik          | Skok  | Nota  | Miejsce | Czas    | Miejsce | Czas    | Miejsce |
| ---------------------------------------------- | ----------------- | ----- | ----- | ------- | ------- | ------- | ------- | ------- |
| Konkurs indywidualny – skocznia normalna/10 km | Wilhelm Denifl    | 92,0  | 92,3  | 25.     | 25:08,8 | 27.     | 27:41,8 | 29.     |
| Konkurs indywidualny – skocznia normalna/10 km | Bernhard Gruber   | 91,5  | 88,2  | 33.     | 24:32,1 | 10.     | 27:22,1 | 20.     |
| Konkurs indywidualny – skocznia normalna/10 km | Lukas Klapfer     | 109,0 | 122,6 | 4.      | 24:37,5 | 11.     | 25:09,5 | 3.      |
| Konkurs indywidualny – skocznia normalna/10 km | Franz-Josef Rehrl | 112,0 | 130,6 | 1.      | 26:29,5 | 44.     | 26:29,5 | 13.     |
| Konkurs indywidualny – skocznia duża/10 km     | Wilhelm Denifl    | 137,5 | 135,0 | 3.      | 24:38,6 | 34.     | 24:54,6 | 8.      |
| Konkurs indywidualny – skocznia duża/10 km     | Bernhard Gruber   | 133,5 | 98,5  | 30.     | 23:46,3 | 14.     | 26:28,3 | 21.     |
| Konkurs indywidualny – skocznia duża/10 km     | Lukas Klapfer     | 131,0 | 123,0 | 10.     | 24:11,3 | 23.     | 25:15,3 | 9.      |
| Konkurs indywidualny – skocznia duża/10 km     | Mario Seidl       | 127,0 | 116,5 | 14.     | 23:51,0 | 16.     | 25:21,0 | 13.     |
| Konkurs drużynowy – skocznia duża/4×5 km       | Mario Seidl       | 131,0 | 112,6 | 4.      | 12:08,0 | 8.      | 47:17,6 | 3.      |
| Konkurs drużynowy – skocznia duża/4×5 km       | Bernhard Gruber   | 136,0 | 117,9 | 1.      | 11:23,6 | 2.      | 47:17,6 | 3.      |
| Konkurs drużynowy – skocznia duża/4×5 km       | Lukas Klapfer     | 131,0 | 114,6 | 1.      | 11:53,8 | 5.      | 47:17,6 | 3.      |
| Konkurs drużynowy – skocznia duża/4×5 km       | Wilhelm Denifl    | 138,5 | 124,4 | 3.      | 11:52,2 | 10.     | 47:17,6 | 3.      |

### Łyżwiarstwo figurowe
| Konkurencja   | Zawodnik                      | Taniec krótki | Taniec krótki | Taniec dowolny | Taniec dowolny | Nota łączna | Nota łączna |
| Konkurencja   | Zawodnik                      | Punkty        | Miejsce       | Punkty         | Miejsce        | Punkty      | Miejsce     |
| ------------- | ----------------------------- | ------------- | ------------- | -------------- | -------------- | ----------- | ----------- |
| Pary sportowe | Miriam Ziegler Severin Kiefer | 58,80         | 20.           | NQ             | NQ             | 58,80       | 20.         |

### Łyżwiarstwo szybkie
| Konkurencja           | Zawodnik        | Półfinał | Półfinał | Półfinał | Finał  | Finał   | Finał   |
| Konkurencja           | Zawodnik        | Punkty   | Czas     | Miejsce  | Punkty | Czas    | Miejsce |
| --------------------- | --------------- | -------- | -------- | -------- | ------ | ------- | ------- |
| Bieg na 500 m kobiet  | Vanessa Herzog  | N/A      | N/A      | N/A      | N/A    | 37,51   | 4.      |
| Bieg na 1000 m kobiet | Vanessa Herzog  | N/A      | N/A      | N/A      | N/A    | 1:14,47 | 5.      |
| Bieg masowy mężczyzn  | Linus Heidegger | 60       | 8:20,46  | 1. Q     | 6      | 7:52,38 | 6.      |

### Narciarstwo alpejskie
W składzie austriackiej ekipy był również Philipp Schörghofer, jednak nie został powołany do startu w żadnej konkurencji.
| Konkurencja              | Zawodnik              | Przejazd 1 | Przejazd 1 | Przejazd 2 | Przejazd 2 | Czas łączny | Miejsce |
| Konkurencja              | Zawodnik              | Czas       | Miejsce    | Czas       | Miejsce    | Czas łączny | Miejsce |
| ------------------------ | --------------------- | ---------- | ---------- | ---------- | ---------- | ----------- | ------- |
| Zjazd kobiet             | Cornelia Hütter       | —          | —          | —          | —          | 1:41,04     | 13.     |
| Zjazd kobiet             | Nicole Schmidhofer    | —          | —          | —          | —          | 1:41,02     | 12.     |
| Zjazd kobiet             | Ramona Siebenhofer    | —          | —          | —          | —          | 1:40,98     | 10.     |
| Zjazd kobiet             | Stephanie Venier      | —          | —          | —          | —          | DNF         | DNF     |
| Slalom kobiet            | Stephanie Brunner     | DNF        | DNF        | NQ         | NQ         | DNF         | DNF1    |
| Slalom kobiet            | Katharina Gallhuber   | 50,12      | 9.         | 48,83      | 1.         | 1:38,95     | 3.      |
| Slalom kobiet            | Katharina Liensberger | 50,43      | 10.        | 50,14      | 8.         | 1:40,57     | 8.      |
| Slalom kobiet            | Bernadette Schild     | 49,89      | 8.         | 50,29      | 9.         | 1:40,18     | 7.      |
| Slalom gigant kobiet     | Stephanie Brunner     | 1:11,53    | 9.         | DNF        | DNF        | DNF         | DNF2    |
| Slalom gigant kobiet     | Ricarda Haaser        | 1:13,37    | 19.        | 1:09,99    | 14.        | 2:23,36     | 17.     |
| Slalom gigant kobiet     | Bernadette Schild     | 1:14,50    | 28.        | 1:10,31    | 19.        | 2:24,81     | 24.     |
| Slalom gigant kobiet     | Anna Veith            | 1:12,43    | 15.        | 1:09,67    | 10.        | 2:22,10     | 12.     |
| Supergigant kobiet       | Cornelia Hütter       | —          | —          | —          | —          | 1:21,54     | 8.      |
| Supergigant kobiet       | Nicole Schmidhofer    | —          | —          | —          | —          | 1:22,30     | 18.     |
| Supergigant kobiet       | Tamara Tippler        | —          | —          | —          | —          | 1:22,50     | 21.     |
| Supergigant kobiet       | Anna Veith            | —          | —          | —          | —          | 1:21,12     | 2.      |
| Superkombinacja kobiet   | Ricarda Haaser        | 1:41,75    | 7.         | 43,06      | 14.        | 2:24,81     | 13.     |
| Superkombinacja kobiet   | Ramona Siebenhofer    | 1:40,34    | 4.         | 43,11      | 15.        | 2:23,45     | 7.      |
| Zjazd mężczyzn           | Max Franz             | —          | —          | —          | —          | 1:41,75     | 11.     |
| Zjazd mężczyzn           | Vincent Kriechmayr    | —          | —          | —          | —          | 1:41,19     | 7.      |
| Zjazd mężczyzn           | Matthias Mayer        | —          | —          | —          | —          | 1:41,46     | 9.      |
| Zjazd mężczyzn           | Hannes Reichelt       | —          | —          | —          | —          | 1:41,76     | 12.     |
| Slalom mężczyzn          | Manuel Feller         | 49,35      | 16.        | 51,03      | 6.         | 1:40,38     | 15.     |
| Slalom mężczyzn          | Marcel Hirscher       | DNF        | DNF        | NQ         | NQ         | DNF         | DNF1    |
| Slalom mężczyzn          | Michael Matt          | 49,00      | 12.        | 50,66      | 1.         | 1:39,66     | 3.      |
| Slalom mężczyzn          | Marco Schwarz         | 48,62      | 8.         | 51,57      | 19.        | 1:40,19     | 11.     |
| Slalom gigant mężczyzn   | Stefan Brennsteiner   | 1:10,02    | 14.        | DNF        | DNF        | DNF         | DNF2    |
| Slalom gigant mężczyzn   | Manuel Feller         | DSQ        | DSQ        | NQ         | NQ         | DSQ         | DSQ1    |
| Slalom gigant mężczyzn   | Marcel Hirscher       | 1:08,27    | 1.         | 1:09,77    | 2.         | 2:18,04     | 1.      |
| Slalom gigant mężczyzn   | Christian Hirschbühl  | DNF        | DNF        | NQ         | NQ         | DNF         | DNF1    |
| Supergigant mężczyzn     | Max Franz             | —          | —          | —          | —          | 1:25,96     | 17.     |
| Supergigant mężczyzn     | Vincent Kriechmayr    | —          | —          | —          | —          | 1:25,13     | 6.      |
| Supergigant mężczyzn     | Matthias Mayer        | —          | —          | —          | —          | 1:24,44     | 1.      |
| Supergigant mężczyzn     | Hannes Reichelt       | —          | —          | —          | —          | 1:25,40     | 11.     |
| Superkombinacja mężczyzn | Marcel Hirscher       | 1:20,56    | 12.        | 45,96      | 1.         | 2:06,52     | 1.      |
| Superkombinacja mężczyzn | Vincent Kriechmayr    | 1:19,96    | 7.         | DNF        | DNF        | DNF         | DNF2    |
| Superkombinacja mężczyzn | Matthias Mayer        | 1:19,37    | 3.         | DNF        | DNF        | DNF         | DNF2    |
| Superkombinacja mężczyzn | Marco Schwarz         | 1:20,98    | 19.        | 46,89      | 5.         | 2:07,87     | 4.      |

| Konkurencja      | Skład zespołu                                                                                        | Kwalifikacje | Kwalifikacje | Ćwierćfinał | Ćwierćfinał | Półfinał   | Półfinał | Finał      | Finał | Miejsce |
| Konkurencja      | Skład zespołu                                                                                        | Przeciwnik   | Wynik        | Przeciwnik  | Wynik       | Przeciwnik | Wynik    | Przeciwnik | Wynik | Miejsce |
| ---------------- | --- | ------------ | ------------ | ----------- | ----------- | ---------- | -------- | ---------- | ----- | ------- |
| Zawody drużynowe | Stephanie Brunner Katharina Gallhuber Katharina Liensberger Manuel Feller Michael Matt Marco Schwarz | KOR          | W 4-0        | SWE         | W 4-0       | NOR        | W 3-1    | SUI        | P 1-3 | 2.      |

### Narciarstwo dowolne
| Konkurencja             | Zawodnik              | Kwalifikacje | Kwalifikacje | Kwalifikacje | Kwalifikacje | 1/8  | 1/4   | 1/2 | Finał | Finał | Finał | Finał | Miejsce |
| Konkurencja             | Zawodnik              | P1           | P2           | W            | M            | 1/8  | 1/4   | 1/2 | P1    | P2    | P3    | W     | Miejsce |
| ----------------------- | --------------------- | ------------ | ------------ | ------------ | ------------ | ---- | ----- | --- | ----- | ----- | ----- | ----- | ------- |
| Jazda po muldach kobiet | Melanie Meilinger     | 54,95        | 57,71        | 57,71        | 16. nq       | —    | —     | —   | NQ    | NQ    | NQ    | NQ    | 26.     |
| Slopestyle kobiet       | Lara Wolf             | 10,20        | 66,40        | 66,40        | 16. nq       | —    | —     | —   | NQ    | NQ    | NQ    | NQ    | 16.     |
| Halfpipe kobiet         | Elisabeth Gram        | 72,20        | 20,00        | 72,20        | 13. nq       | —    | —     | —   | NQ    | NQ    | NQ    | NQ    | 13.     |
| Skicross kobiet         | Andrea Limbacher      | —            | —            | 1:14,71      | 8.           | 1. Q | DNF   | NQ  | —     | —     | —     | NQ    | 13.     |
| Skicross kobiet         | Katrin Ofner          | —            | —            | 1:14,30      | 7.           | 1. Q | 3. nq | NQ  | —     | —     | —     | NQ    | 9.      |
| Halfpipe mężczyzn       | Andreas Gohl          | 68,60        | 31,60        | 68,60        | 12. Q        | —    | —     | —   | 14,60 | 46,00 | 68,80 | 68,80 | 8.      |
| Halfpipe mężczyzn       | Marco Ladner          | 54,20        | 39,40        | 54,20        | 21. nq       | —    | —     | —   | NQ    | NQ    | NQ    | NQ    | 21.     |
| Halfpipe mężczyzn       | Lukas Müllauer        | 17,00        | 63,60        | 63,60        | 16. nq       | —    | —     | —   | NQ    | NQ    | NQ    | NQ    | 16.     |
| Skicross mężczyzn       | Adam Kappacher        | —            | —            | 1:10,17      | 16.          | 2. Q | DNF   | NQ  | —     | —     | —     | NQ    | 16.     |
| Skicross mężczyzn       | Christoph Wahrstötter | —            | —            | 1:09,79      | 6.           | DNF  | NQ    | NQ  | —     | —     | —     | NQ    | 17.     |
| Skicross mężczyzn       | Robert Winkler        | —            | —            | 1:10,09      | 11.          | 1. Q | DNF   | NQ  | —     | —     | —     | NQ    | 14.     |
| Skicross mężczyzn       | Thomas Zangerl        | —            | —            | 1:10,96      | 28.          | 2. Q | 3. nq | NQ  | —     | —     | —     | NQ    | 12.     |

### Saneczkarstwo
| Konkurencja      | Zawodnicy                                                 | Ślizg 1      | Ślizg 1 | Ślizg 2      | Ślizg 2 | Ślizg 3      | Ślizg 3 | Ślizg 4 | Ślizg 4 | Czas łączny | Miejsce |
| Konkurencja      | Zawodnicy                                                 | Czas         | Miejsce | Czas         | Miejsce | Czas         | Miejsce | Czas    | Miejsce | Czas łączny | Miejsce |
| ---------------- | --------------------------------------------------------- | ------------ | ------- | ------------ | ------- | ------------ | ------- | ------- | ------- | ----------- | ------- |
| Jedynki mężczyzn | Reinhard Egger                                            | 48,221       | 20.     | 47,903       | 11.     | 47,963       | 17.     | 47,840  | 10.     | 3:11,927    | 15.     |
| Jedynki mężczyzn | David Gleirscher                                          | 47,652       | 1.      | 47,835       | 7.      | 47,584       | 4.      | 47,631  | 4.      | 3:10,702    | 1.      |
| Jedynki mężczyzn | Wolfgang Kindl                                            | 47,955       | 11.     | 47,858       | 9.      | 47,799       | 12.     | 47,521  | 2.      | 3:11,133    | 9.      |
| Jedynki kobiet   | Madeleine Egle                                            | 46,726       | 14.     | 46,646       | 14.     | 46,541       | 6.      | 46,696  | 7.      | 3:06,609    | 9.      |
| Jedynki kobiet   | Birgit Platzer                                            | 47,318       | 23.     | DNF          | DNF     | DNS          | DNS     | DNS     | DNS     | DNF         | DNF     |
| Jedynki kobiet   | Hannah Prock                                              | 46,622       | 13.     | 46,585       | 13.     | 47,743       | 25.     | 46,854  | 12.     | 3:07,804    | 17.     |
| Dwójki mężczyzn  | Peter Penz Georg Fischler                                 | 45,891       | 2.      | 45,894       | 2.      | N/A          | N/A     | N/A     | N/A     | 1:31,785    | 2.      |
| Dwójki mężczyzn  | Thomas Steu Lorenz Koller                                 | 46,172       | 5.      | 46,112       | 5.      | N/A          | N/A     | N/A     | N/A     | 1:32,284    | 4.      |
| Sztafeta         | Madeleine Egle David Gleirscher Peter Penz Georg Fischler | 47,122 (1-k) | 5.      | 48,758 (1-m) | 3.      | 49,108 (2-m) | 4.      | N/A     | N/A     | 2:24,988    | 3.      |

### Skeleton
| Konkurencja    | Zawodnik              | Ślizg 1 | Ślizg 1 | Ślizg 2 | Ślizg 2 | Ślizg 3 | Ślizg 3 | Ślizg 4 | Ślizg 4 | Czas łączny | Miejsce |
| Konkurencja    | Zawodnik              | Czas    | Miejsce | Czas    | Miejsce | Czas    | Miejsce | Czas    | Miejsce | Czas łączny | Miejsce |
| -------------- | --------------------- | ------- | ------- | ------- | ------- | ------- | ------- | ------- | ------- | ----------- | ------- |
| Ślizg mężczyzn | Matthias Guggenberger | 51,38   | 16.     | 51,29   | 17.     | 51,81   | 25.     | 51,25   | 13.     | 3:25,73     | 18.     |
| Ślizg kobiet   | Janine Flock          | 51,81   | 3.      | 52,07   | 3.      | 51,92   | 4.      | 52,12   | 10.     | 3:27,92     | 4.      |

### Skoki narciarskie
| Konkurencja                                        | Zawodnik                   | Kwalifikacje | Kwalifikacje | Kwalifikacje | Seria 1 | Seria 1 | Seria 1 | Seria 2 | Seria 2 | Seria 2 | Nota  | Miejsce |
| Konkurencja                                        | Zawodnik                   | Skok         | Nota         | Miejsce      | Skok    | Nota    | Miejsce | Skok    | Nota    | Miejsce | Nota  | Miejsce |
| -------------------------------------------------- | -------------------------- | ------------ | ------------ | ------------ | ------- | ------- | ------- | ------- | ------- | ------- | ----- | ------- |
| Konkurs indywidualny mężczyzn na skoczni normalnej | Manuel Fettner             | 95,0         | 109,4        | 27. Q        | 96,5    | 99,5    | 29. Q   | 105,5   | 112,2   | 14.     | 211,7 | 23.     |
| Konkurs indywidualny mężczyzn na skoczni normalnej | Michael Hayböck            | 97,0         | 112,4        | 26. Q        | 99,5    | 109,2   | 21. Q   | 103,0   | 110,5   | 17.     | 219,7 | 17.     |
| Konkurs indywidualny mężczyzn na skoczni normalnej | Stefan Kraft               | 102,5        | 128,6        | 5. Q         | 103,5   | 122,8   | 6. Q    | 103,0   | 110,8   | 16.     | 233,6 | 13.     |
| Konkurs indywidualny mężczyzn na skoczni normalnej | Gregor Schlierenzauer      | 91,5         | 104,0        | 32. Q        | 102,5   | 108,6   | 22. Q   | 99,5    | 103,6   | 22.     | 212,2 | 22.     |
| Konkurs indywidualny kobiet na skoczni normalnej   | Chiara Hölzl               | —            | —            | —            | 88,0    | 92,2    | 14. Q   | 95,5    | 101,0   | 9.      | 193,2 | 11.     |
| Konkurs indywidualny kobiet na skoczni normalnej   | Daniela Iraschko-Stolz     | —            | —            | —            | 101,5   | 113,3   | 5. Q    | 99,0    | 112,6   | 7.      | 225,9 | 6.      |
| Konkurs indywidualny kobiet na skoczni normalnej   | Jacqueline Seifriedsberger | —            | —            | —            | 93,0    | 93,7    | 13. Q   | 92,0    | 89,8    | 14.     | 183,5 | 13.     |
| Konkurs indywidualny mężczyzn na skoczni dużej     | Clemens Aigner             | 119,5        | 98,5         | 27. Q        | 121,0   | 110,0   | 31. nq  | NQ      | NQ      | NQ      | 110,0 | 31.     |
| Konkurs indywidualny mężczyzn na skoczni dużej     | Manuel Fettner             | 111,0        | 84,8         | 40. Q        | 124,0   | 109,8   | 32. nq  | NQ      | NQ      | NQ      | 109,8 | 32.     |
| Konkurs indywidualny mężczyzn na skoczni dużej     | Michael Hayböck            | 133,5        | 126,9        | 5. Q         | 140,0   | 140,4   | 2. Q    | 131,0   | 127,3   | 9.      | 267,7 | 6.      |
| Konkurs indywidualny mężczyzn na skoczni dużej     | Stefan Kraft               | 131,0        | 121,1        | 11. Q        | 131,5   | 130,6   | 13. Q   | 125,5   | 116,8   | 21.     | 247,4 | 18.     |
| Konkurs drużynowy mężczyzn na skoczni dużej        | Stefan Kraft               | —            | —            | —            | 133,5   | 131,8   | 3.      | 126,5   | 116,7   | 5.      | 978,4 | 4.      |
| Konkurs drużynowy mężczyzn na skoczni dużej        | Manuel Fettner             | —            | —            | —            | 122,5   | 109,9   | 6.      | 125,5   | 118,2   | 4.      | 978,4 | 4.      |
| Konkurs drużynowy mężczyzn na skoczni dużej        | Gregor Schlierenzauer      | —            | —            | —            | 127,5   | 118,0   | 5.      | 122,5   | 111,3   | 5.      | 978,4 | 4.      |
| Konkurs drużynowy mężczyzn na skoczni dużej        | Michael Hayböck            | —            | —            | —            | 133,5   | 134,0   | 5.      | 136,5   | 138,5   | 1.      | 978,4 | 4.      |
| Konkurs drużynowy mężczyzn na skoczni dużej        | suma                       | —            | —            | —            | —       | 493,7   | 4. Q    | —       | 484,7   | 4.      | 978,4 | 4.      |

### Snowboarding
W slalomie gigancie równoległym kobiet miała wystąpić Sabine Schöffmann. Podczas zawodów Pucharu Świata w Bansku pod koniec stycznia 2018 roku snowboardzistka uległa kontuzji, która uniemożliwiła jej występ na igrzyskach. W jej zastępstwie do Pjongczangu pojechała Daniela Ulbing.
| Konkurencja                       | Zawodnik            | Kwalifikacje | Kwalifikacje | Kwalifikacje | Kwalifikacje | 1/8     | 1/4     | 1/2   | Finał | Finał | Finał | Finał  | Miejsce |
| Konkurencja                       | Zawodnik            | P1           | P2           | W            | M            | 1/8     | 1/4     | 1/2   | P1    | P2    | P3    | W      | Miejsce |
| --------------------------------- | ------------------- | ------------ | ------------ | ------------ | ------------ | ------- | ------- | ----- | ----- | ----- | ----- | ------ | ------- |
| Big Air kobiet                    | Anna Gasser         | 88,25        | 98,00        | 98,00        | 1. Q         | —       | —       | —     | JNS   | 89,00 | 96,00 | 185,00 | 1.      |
| Slopestyle kobiet                 | Anna Gasser         | —            | —            | —            | —            | —       | —       | —     | 42,05 | 46,56 | —     | 46,56  | 15.     |
| Slalom gigant równoległy kobiet   | Julia Dujmovits     | 45,95        | 47,21        | 1:33,16      | 11.          | +0,17 P | NQ      | NQ    | —     | —     | —     | NQ     | 12.     |
| Slalom gigant równoległy kobiet   | Ina Meschik         | 46,21        | 47,02        | 1:33,23      | 13.          | -0,02 W | +0,78 P | NQ    | —     | —     | —     | NQ     | 8.      |
| Slalom gigant równoległy kobiet   | Claudia Riegler     | DNF          | DNF          | DNF          | DNF          | NQ      | NQ      | NQ    | —     | —     | —     | NQ     | DNF     |
| Slalom gigant równoległy kobiet   | Daniela Ulbing      | 47,07        | 46,00        | 1:33,07      | 8.           | -0,52 W | +0,97 P | NQ    | —     | —     | —     | NQ     | 7.      |
| Big Air mężczyzn                  | Clemens Millauer    | 39,25        | 47,00        | 47,00        | 16. nq       | —       | —       | —     | NQ    | NQ    | NQ    | NQ     | 31.     |
| Slopestyle mężczyzn               | Clemens Millauer    | 75,65        | 77,45        | 77,45        | 7. nq        | —       | —       | —     | NQ    | NQ    | NQ    | NQ     | 13.     |
| Snowboard cross mężczyzn          | Hanno Douschan      | 1:14,53      | BYE          | 1:14,53      | 16.          | 4. nq   | NQ      | NQ    | —     | —     | —     | NQ     | 27.     |
| Snowboard cross mężczyzn          | Alessandro Hämmerle | 1:15,03      | BYE          | 1:15,03      | 24.          | 1. Q    | 3. Q    | 5. QB | —     | —     | —     | 1.     | 7.      |
| Snowboard cross mężczyzn          | Lukas Pachner       | 1:16,99      | 1:17,48      | 1:16,99      | 38.          | 5. nq   | NQ      | NQ    | —     | —     | —     | NQ     | 39.     |
| Snowboard cross mężczyzn          | Markus Schairer     | 1:14,56      | BYE          | 1:14,56      | 17.          | 3. Q    | DNF     | NQ    | —     | —     | —     | NQ     | 22.     |
| Slalom gigant równoległy mężczyzn | Benjamin Karl       | 43,21        | 42,12        | 1:25,33      | 6. Q         | -0,29 W | +0,94 P | NQ    | —     | —     | —     | NQ     | 5.      |
| Slalom gigant równoległy mężczyzn | Sebastian Kislinger | 43,47        | 42,12        | 1:25,59      | 10. Q        | +0,22 P | NQ      | NQ    | —     | —     | —     | NQ     | 11.     |
| Slalom gigant równoległy mężczyzn | Alexander Payer     | 42,43        | 42,87        | 1:25,30      | 5. Q         | +0,33 P | NQ      | NQ    | —     | —     | —     | NQ     | 9.      |
| Slalom gigant równoległy mężczyzn | Andreas Prommegger  | 42,20        | 43,47        | 1:25,67      | 11. Q        | +0,29 P | NQ      | NQ    | —     | —     | —     | NQ     | 12.     |